# Palaeorhiza mandibularis
Palaeorhiza mandibularis är en biart som beskrevs av Michener 1965. Palaeorhiza mandibularis ingår i släktet Palaeorhiza och familjen korttungebin. Inga underarter finns listade i Catalogue of Life.